# Danica McKellar
Danica Mae McKellar (La Jolla, California, 3 de enero de 1975) es una actriz, matemática, escritora y activista por la educación estadounidense. Interpretó a Winnie Cooper en la serie de televisión Los Años Maravillosos  de 1988 a 1993, y desde 2010 ha dado voz al personaje de Miss Martian en la serie animada de superhéroes Young Justice.
En 2015, McKellar fue elegida para la serie original de Netflix Project Mc2. Aparece en varias películas de televisión para Hallmark Channel. Ella es la voz actual en inglés de Lucero Sónico (Judy Jetson) de Los Supersónicos desde 2017, luego de la muerte de Janet Waldo en 2016.
Además de su trabajo actoral, McKellar más tarde escribió siete libros de no ficción, todos relacionados con las matemáticas: Math Doesn't Suck, Kiss My Math, Hot X: Algebra Exposed, Girls Get Curves: Geometry Takes Shape, que incentivan a niñas y jóvenes de escuela media y secundaria a tener confianza y sobresalir en matemáticas; Goodnight, Numbers y Do Not Open This Math Book.

## Biografía
McKellar nació en La Jolla, California. Se mudó con su familia a Los Ángeles cuando tenía ocho años. Su madre, Mahaila McKellar (de soltera Tello), era ama de casa; su padre, Christopher McKellar, es promotor inmobiliario; su hermana menor, Crystal (nacida en 1976), es abogada. Ella es de ascendencia escocesa, francesa, alemana, española y holandesa por parte de su padre, y de ascendencia portuguesa, vía las Azores y las islas Madeira, por parte de su madre.
En 1998, McKellar obtuvo una licenciatura en Ciencias en matemáticas (summa cum laude) de la UCLA, donde fue miembro de la fraternidad Alpha Delta Pi. Como estudiante de pregrado, fue coautora de un artículo científico con el profesor Lincoln Chayes y su compañera de estudios Brandy Winn titulado "Percolation and Gibbs states multiplicity for ferromagnetic Ashkin–Teller models on {\displaystyle \mathbb {Z} ^{2}}". Sus resultados se denominan "teorema de Chayes-McKellar-Winn". Más tarde, cuando se le pidió a Chayes que comentara sobre las habilidades matemáticas de sus coautores estudiantes, fue citado en The New York Times: "Pensé que las dos eran realmente, realmente de primera clase". Como resultado de su trabajo colaborativo anterior en artículos de investigación, a McKellar actualmente se le asigna el número cuatro de Erdős y el número seis de Erdős-Bacon.
El trabajo prueba el teorema de física-matemática que puede denominarse "Teorema de Chayes-McKellar-Winn"
 aunque este calificativo no es ampliamente usado. Acerca de las habilidades matemáticas de sus estudiantes, Chayes dijo en el New York Times que "Los dos realmente valemos tres". McKellar asesora gratuitamente a sus admiradores por línea en su sitio web. Mientras estuvo en la UCLA, fue miembro de la sororidad Alpha Delta Pi.

## Trayectoria como actriz
A los siete años, McKellar se matriculó en clases de interpretación para niños durante los fines de semana en el Lee Strasberg Institute de Los Ángeles. En su adolescencia, consiguió un papel destacado en The Wonder Years, una comedia dramática de la televisión estadounidense que se emitió durante seis temporadas en ABC, de 1988 a 1993. Interpretó a Gwendolyn «Winnie» Cooper, el principal interés amoroso de Kevin Arnold (interpretado por Fred Savage) en la serie. Su primer beso fue con Fred Savage en un episodio de The Wonder Years. Más tarde dijo: "¡Mi primer beso fue una experiencia bastante angustiosa! Pero nunca nos besamos fuera de la pantalla, y muy pronto nuestros sentimientos se convirtieron en hermano/hermana, y así se quedaron."
The Wonder Years lidiaba con los problemas sociales y acontecimientos históricos de los años 1960 y principios de los 1970, vistos a través del personaje principal, Kevin Arnold, quien también afrontaba conflictos sociales de adolescentes (principalmente con su mejor amigo Paul, y Winnie Cooper, en quien estaba interesado sentimentalmente) problemas familiares y otros temas.
Mientras los acontecimientos se desarrollaban, la historia era narrada por un Kevin más viejo y sabio (cuya voz es la de Daniel Stern) que describía lo que estaba pasando y lo que había aprendido de sus experiencias.
McKellar dijo que le resultó "difícil" pasar de ser una actriz infantil a una actriz adulta. Desde que dejó The Wonder Years, McKellar ha tenido varios papeles como invitada en series de televisión (incluyendo uno con su ex coprotagonista Fred Savage en Working), y ha escrito y dirigido dos cortometrajes. Apareció en dos películas de Lifetime en la serie Moment of Truth, interpretando a Kristin Guthrie en Cradle of Conspiracy de 1994 y a Annie Mills Carman en Justice for Annie de 1996. Regresó brevemente a la televisión regular con un papel recurrente en la temporada 2002-03 de The West Wing, interpretando a Elsie Snuffin, la media hermana y asistente del subdirector de comunicaciones de la Casa Blanca, Will Bailey.
En 2006, McKellar protagonizó una película de Lifetime y una serie web titulada Inspector Mom sobre una madre que resuelve misterios.
McKellar anunció que los productores de How I Met Your Mother estaban planeando traerla de regreso para un papel recurrente (apareció como estrella invitada en el programa a fines de 2005 en "The Pineapple Incident" y nuevamente a principios de 2007 en "Third Wheel").  También hizo una aparición en el programa The Big Bang Theory , en el episodio "The Psychic Vortex".
En 2008, protagonizó Heatstroke, una película de Sci-Fi Channel sobre la búsqueda de vida extraterrestre en la Tierra.
Apareció como invitada en el episodio seis de la cuarta temporada de Impractical Jokers, titulado "The Blunder Years". Hizo otra aparición especial en el episodio diez de la séptima temporada, titulado "Speech Impediment".
McKellar también ha trabajado como actriz de doblaje, habiendo prestado su voz a Jubilee en el videojuego X-Men Legends (2004), y a Invisible Woman en Marvel: Ultimate Alliance (2006) y Marvel: Ultimate Alliance 2 (2009). Prestó su voz a Miss Martian en la serie de televisión Young Justice.
En 2012, protagonizó la película de Lifetime Love at the Christmas Table con Dustin Milligan. En enero de 2013, protagonizó la película de Syfy Tasmanian Devils con Apolo Ohno.
En 2015, protagonizó la serie original de Netflix Project Mc 2 como The Quail.
Ha protagonizado varias películas de Hallmark Channel, incluidas Crown for Christmas, My Christmas Dream, Campfire Kiss, Love and Sunshine, Christmas at Dollywood y You, Me & the Christmas Trees, así como la serie de Hallmark Movies & Mysteries The Matchmaker Mysteries.

## Otras actuaciones
McKellar apareció en el vídeo del octavo sencillo de Debbie Gibson del álbum Electric Youth, "No More Rhyme", que se lanzó en 1989. Ella toca el violonchelo al comienzo del vídeo.
McKellar apareció en lencería en la edición de julio de 2005 de la revista Stuff  después de que los lectores la votaran como la estrella de los años 90 que más les gustaría ver en lencería. McKellar explicó que aceptó participar en la sesión fotográfica en parte para obtener "papeles más atrevidos".
En la edición del 1 de agosto de 2007 del Don and Mike Show, un programa de radio de WJFK-FM de Washington D. C.  
En 2009 fue una de las estrellas que comentó sobre los acontecimientos del nuevo milenio en I Love the New Millennium de VH1 y fue la corresponsal de matemáticas de Brink , un programa de Science Channel sobre tecnología. En 2013, interpretó a Ellen Plainview en la reimaginación de Lifetime de la película de Alfred Hitchcock de 1956 The Wrong Man .
El 20 de agosto de 2013, la cantante canadiense Avril Lavigne lanzó el video musical de su sencillo "Rock N Roll" de su quinto álbum homónimo, que presenta a McKellar como "Winnie Cooper".
El 4 de marzo de 2014, se anunció que competiría en la temporada 18 de Dancing with the Stars. Formó pareja con Valentin Chmerkovskiy.  McKellar y Chmerkovskiy fueron eliminados en la semana 8, terminando en sexto lugar.
McKellar es juez en Domino Masters de Fox, que se estrenó el 9 de marzo de 2022.

## Trayectoria como matemática
McKellar es autora del libro Math Doesn't Suck: How to Survive Middle-School Math Without Losing Your Mind or Breaking a Nail (Traducción: Las matemáticas no apestan: como sobrevivir a las matemáticas en la educación media sin enloquecer o romperte una uña ISBN 1-59463-039-9), para animar a las chicas. El libro tiene el visto bueno de Tara C. Smith, fundadora de "Iowa Citizens for Science" y el profesor de epidemiología de la Universidad de Iowa. En una entrevista con Smith, McKellar dijo que escribió el libro "para mostrarle a las chicas que es accesible y relevante, y además un poquito glamorosa" y "la creencia general que las matemáticas y las ciencias no son para las jovencitas".

## Premios y honores
McKellar fue nombrada Persona de la semana en el programa World News con Charles Gibson durante la semana que terminó el 10 de agosto de 2007. El segmento de noticias destacó su libro Math Doesn't Suck y sus esfuerzos por ayudar a las niñas a desarrollar un interés en las matemáticas, especialmente durante la etapa de la escuela secundaria. En enero de 2014, recibió el Premio a las Comunicaciones del Directorio Conjunto de Políticas para las Matemáticas (JPBM). La cita atribuyó a sus libros, blog y apariciones públicas por alentar a "innumerables estudiantes de secundaria y preparatoria, especialmente niñas, a estar más interesadas en las matemáticas".